# هنده
هنده (گلپایگان)، روستایی از توابع بخش مرکزی شهرستان گلپایگان در استان اصفهان ایران است.
این روستا نرم‌افزار اختصاصی به نام گلسار دارد که مردمان این روستا می‌توانند برنامه گلسار را از بازار دانلود کنند این نرم‌افزار برای خرید و فروش‌های منطقه تعریف شده‌است
این روستا در غربی‌ترین قسمت شهرستان گلپایگان قرار دارد. از مناطق دیدنی آن می‌توان به دشت لاله‌های واژگون هنده، منطقه گردشگری دربند هنده، تونل انتقال آب به اناربار، چشمه آب گرم، دامنه‌های کوه‌های کوچال و ویلاو (ویلو) و ورودی سد گلپایگان اشاره کرد.
قله ویلو به عنوان یکی از مرتفع‌ترین قله‌های گلپایگان در این روستای زیبا قرار دارد.
یکی از راه‌های اصلی مواصلاتی استان اصفهان به استان لرستان از این روستا می‌گذرد.
طبیعت بکر این روستا به همراه درختان زیبای زالزالک یکی از زیباترین تفرجگاه‌های گلپایگان و استان اصفهان را فراهم نموده‌است.

## وجه تسمیه
نام اصلی این روستا خنده می‌باشد که در گویش بختیاری خ ه تلفظ می‌شود و به هنده تبدیل شده‌است

## زبان و فرهنگ
مردم روستای خنده دارای اصالت بختیاری از ایل چهارلنگ هستند که عمدتاً از طوایف زلکی هستند. همهٔ مردم این روستا با گویش لری بختیاری صحبت می‌کنند و بسیاری از رسوم فرهنگی بختیاری را حفظ کرده‌اند. نام‌های خانوادگی غفاری، شیخی، سلیمان پور، میانجی، مرادی، شاهرخی، زلقی، صادقی، ذوالفقاری، زارع، خدامرادی، شهریسوند، رضائی، جابری، فلاحی، آرامی، شیرازی، شهری، جوادی، صابری،صابروند و … از اهالی این روستا هستند.

## جمعیت
این روستا در دهستان کناررودخانه قرار دارد و براساس سرشماری مرکز آمار ایران در سال ۱۳۸۵، جمعیت آن ۶۵۴ نفر (۱۳۰خانوار) بوده‌است. روستاهای این منطقه (هرستانه، غرقن، عباس‌آباد، حاجیله، حسن‌آباد، حاجی‌آباد…) پیش از انقلاب در محدوده شهرستان الیگودرز (استان لرستان) بوده‌اند و پس از انقلاب به محدوده شهرستان گلپایگان (استان اصفهان) افزوده شده‌اند.